# Carex bengyana
Carex bengyana är en halvgräsart som beskrevs av Augustin Abel Hector Léveillé och L.C.Lamb. Carex bengyana ingår i släktet starrar, och familjen halvgräs. Inga underarter finns listade i Catalogue of Life.